# 中島博
中島 博（なかじま ひろし、1950年12月16日 - ）は、日本の実業家。元日新商事株式会社監査役、取締役常勤監査等委員。

## 人物・経歴
1950年群馬県生まれ。1973年3月千葉商科大学商経学部卒業。1974年4月日新商事株式会社入社。2003年6月総務部長、2010年6月取締役総務部長、2012年6月取締役管理本部長兼総務人事部長、2013年常勤監査役、2015年取締役常勤監査等委員就任。